# La Rançon (film, 1925)
Pour les articles homonymes, voir La Rançon.
Pour plus de détails, voir Fiche technique et Distribution.
La Rançon (The Great Divide) est un film américain réalisé par Reginald Barker, sorti en 1925.

## Fiche technique
- Titre original : The Great Divide
- Titre français : La Rançon
- Réalisation : Reginald Barker
- Scénario : Benjamin Glazer et Waldemar Young d'après la pièce de William Vaughn Moody (en)
- Direction artistique : Cedric Gibbons
- Costumes : Sophie Wachner
- Photographie : Percy Hilburn
- Montage : Robert Kern
- Société de production : Metro-Goldwyn-Mayer
- Pays d'origine : États-Unis
- Format : Noir et blanc - 1,33:1 - Film muet
- Genre : drame
- Date de sortie : 1925

## Distribution
- Alice Terry : Ruth Jordan
- Conway Tearle : Stephen Ghent
- Wallace Beery : Dutch
- Huntley Gordon : Philip Jordan
- Allan Forrest : Dr. Winthrop Newbury
- George Cooper : Shorty
- Zasu Pitts : Polly Jordan
- William Orlamond : Lon